# Nezaimánovski
Nezaimánovski (del ruso: Незайма́новский) es un jútor del raión de Timashovsk del krai de Krasnodar, en el sur de Rusia. Está situado en la orilla izquierda del río Nezaimanka, afluente del Beisug, 31 km al noroeste de Timashovsk y 84 km al norte de Krasnodar, la capital del krai. Tenía 1 809 habitantes en 2010.
Es centro del municipio Neizamánovskoye, al que pertenecen asimismo Mozhariski y Strinski.